# Londres (Argentine)
Pour les articles homonymes, voir Londres (homonymie).
Londres est une ville touristique d'Argentine située dans le département de Belén en province de Catamarca. Elle se trouve sur la route nationale 40 au pied des sierras del Shincal, a 1.280 mètres d'altitude sur le río Quimivil.
Ce fut la première ville fondée par les espagnols (en 1558) dans la province de Catamarca et la seconde sur le territoire actuel argentin, après Santiago del Estero.

## Toponymie

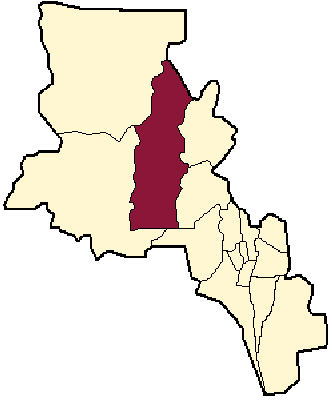

La ville fut fondée sous le nom de Londres de la Nueva Inglaterra, en hommage à Londres, la ville natale de la reine Marie Tudor (« Marie la Sanglante »), épouse du roi Philippe II d'Espagne.

## Population
La ville avait 2 134 habitants en 2001, en hausse de 15,7 % par rapport aux 1.844 habitants de 1991.